# Língua moçárabe
O moçárabe foi um contínuo de dialetos românicos intimamente relacionados, falados nas áreas da Península Ibérica dominadas pelos muçulmanos durante o período inicial do desenvolvimento das línguas românicas na Ibéria. O moçárabe, cujos falantes nativos denominavam a sua língua por latino, descende do latim tardio e dos primeiros dialetos românicos falados na Península dos séculos V a VIII (Hispânia era o nome de um grupo de três províncias romanas, e o nome mais utilizado durante os períodos romano e visigodo da história local). Este grupo de dialetos veio a ser conhecido como língua moçárabe posteriormente, embora nunca tenha constituído um padrão comum e o nome nativo da língua fosse latino. O termo moçárabe vem da palavra árabe musta'rab (مستعرب), que significa "arabizado". Em árabe a língua moçárabe era denominada al-ajamiyya (palavra que significa língua estranha ou estrangeira), lathinī ou latiniya, sendo os dois últimos termos mais próximos do nome que os próprios moçárabes denominavam a sua língua.

## História
Numa época mais primordial, as línguas ou dialetos românicos simplesmente denominavam-se como “latim” porque não eram entendidas como muito diferentes dessa língua; o processo de diferenciação do latim para as diferentes línguas românicas foi gradual e nos séculos VIII e IX as línguas românicas faladas não eram tão diferenciadas do latim tardio dos séculos V a VII, eram línguas ou dialetos de transição entre o latim tardio e as línguas românicas da Idade Média. A partir dos séculos XII e XIII as línguas românicas começaram a ser denominadas pelos nomes das regiões onde se falavam: por exemplo aragonês pela região de Aragão, castelhano por Castela, catalão pela Catalunha, francês pela França, etc., porque começaram a ser entendidas como línguas próprias e não como variedades do latim. Este fenómeno também está relacionado com a consolidação das novas entidades políticas na Idade Média, com a vontade das mesmas de atribuir um nome diferente à língua falada em cada entidade política como um dos modos da sua afirmação e diferenciação. Portanto, o nome latino (latim) reflete o arcaísmo da língua românica moçárabe.
Também é importante notar que há outras duas línguas românicas (igualmente com características arcaizantes) que se denominam com base no nome de latim: o ladino ou Judeu-espanhol e o ladino alpino ou língua ladino-dolomítica (ladin).
O número de moçárabes era particularmente grande na parte meridional e leste da Península, mas não se pode supor que todos os moçárabes aceitaram plenamente a língua dos dominadores; muitíssimos, se não a maior parte, seguiam usando o romance (esse sim, com grande influência árabe), pelo menos como língua familiar, e empregavam o árabe como língua cultural. Um dos mais poderosos meios de penetração de elementos aloglóticos eram constituídos pelos bilíngues e os moçárabes porque a eles se deve em grande parte a entrada abundante de elementos árabes no léxico das línguas ibero-românicas. À medida que a Reconquista cristã avançava para o sul, a velha população cristã ia incorporando elementos moçárabes sempre novos.
Se aos habitantes dos territórios independentes (ou dominados pelos árabes por um espaço de tempo bastante breve) era fácil aceitar as expressões árabes ao copiar instituições ou objetos de grande importância, os moçárabes, que viviam ou haviam vivido em contato direto e prolongado com seus dominadores, sem conhecer uma vida cultural intensa em língua românica, deixavam penetrar na sua língua não só tais denominações de instituições e objectos importantes, como também designações de coisas e objectos de valor secundário.

### O moçárabe em território espanhol
Durante a Reconquista, nos séculos posteriores ao século XI, com o desmembrar do Califado de Córdova, o número de arabismos cresceu consideravelmente. Nos territórios que são hoje a Espanha, a penetração do castelhano, desde meados do século XI, começou a predominar sobre as demais línguas, de forma que os modernos dialectos da Espanha meridional podem se considerar, com justa razão, não como continuações dialetais do românico local (os diversos dialetos do latino, denominado atualmente por moçárabe) e sim como posteriores sobreposições de elementos espanhóis centrais e setentrionais em território de população parcialmente arabizada na maior parte.
Em Aragão e Castela, a Antiga (Castilla la Vieja), restaram muitos textos aljamias isto é, textos em romance neolatino navarro-aragonês e espanhol arcaico, porém escritos em alfabeto árabe. A seção de manuscritos da biblioteca Rainha Sofia disponibiliza alguns.

## Descrição linguística

### Classificação
O moçárabe era uma língua românica com um léxico e uma gramática claramente herdadas do latim tardio. No entanto, a sua classificação dentro das línguas românicas não é clara porque não apresenta muitas das evoluções fonéticas típicas das línguas ibero-românicas.

### Fonologia
Em alguns aspetos, o moçárabe era mais arcaico do que as outras línguas românicas da Península Ibérica. Tal fenómeno é coerente com o princípio de que as variedades linguísticas mais isoladas e periféricas agem como "ilhas de conservadorismo linguístico". A partir dos documentos escritos em românico identificáveis como moçárabe (latino), citam-se como exemplos de características arcaizantes as seguintes:
- Preservação dos grupos consonânticos CL, FL, PL como /kl, fl, pl/.
- Ausência de lenição das consonantes intervocálicas P, T, C como /p, t, k/, como nas palavras moçárabes lopa 'loba', toto 'tudo' e formica 'formiga' (nas outras línguas românicas peninsulares deram-se as mudanças /p/>/b/, /t/>/d/ e (/k/>/g/).
- A não palatalização do grupo latino -CT- como /ht/ tal como na palavra nohte 'noite' < NOCTE(M).
- Preservação da africada pós-alveolar surda como /tʃ/, proveniente do latim ce (/k(e)/ e ci (/k(i)/) (este fenómeno também ocorre na língua italiana), em vez de /ts/ que ocorreu no resto das línguas românicas ocidentais.
- Preservação (pelo menos em algumas áreas) dos ditongos latinos /au/ e /ai/.

### Morfologia e gramática
A morfologia de algumas palavras é mais semelhante ao latim que em outras línguas românicas em geral.

### Dialetos
É provável que as variedades moçárabes não tiveram dificuldades de compreensão com as variedades do português, castelhano e catalão, que entraram em contato após a Reconquista em cada zona em que se falava o moçárabe. A variante do  romance moçárabe falado na região conquistada por Portugal era conhecida como moçárabe-lusitano. Provavelmente estas variedades sofreram algumas modificações, lentamente, na direção da nova língua dominante, desaparecendo como dialetos separados identificáveis já no século XIII. Ou seja, menos de duzentos anos após o início da Reconquista, as variedades moçárabes tornaram-se extintas em Portugal. Restaram no entanto inúmeros documentos aljamias, isto é, em romances castelhano, galego-português e navarro-aragonês, porém escritos no alfabeto árabe.
As bibliotecas Reina Sofia (em Espanha) têm-nos em grande quantidade nas secções de incunábulos.
Não mais concernindo ao aspecto cultural e lingüístico, porém ao social, muitos moçárabes foram considerados mouriscos, isto é, muçulmanos convertidos ao cristianismo. e vice-versa. Em 1.625, devido à desconfiança de que estes cristãos novos fossem falsamente convertidos, ou seja de que fossem muçulmanos às ocultas, tal qual muitos dos cristãos novos marranos (judeus convertidos) eram cripto-judeus,foi decretada sua expulsão. Com a expulsão dos mouriscos de Espanha, muitos milhares permaneceram fazendo-se passar por moçárabes. Dos que foram expulsos, grandes contingentes dirigiram-se às recém-descobertas terras da América, sobretudo México, Guatemala, Colômbia e Argentina.
Sugere-se que, durante este processo de absorção, o moçárabe exerceu certa influência sobre as cada vez mais numerosas variantes setentrionais, mas a única prova clara desta influência está no vocabulário, visto que é clara a presença de alguns moçarabismos no espanhol e noutras línguas. É também provável que muitos dos arabismos presentes no espanhol, catalão e português chegaram a estas línguas, através da mediação do moçárabe.
Observando-se que a escrita moçárabe não era habitual, nunca surgiu uma língua padrão, além do que a diferença do falar entre cidades tão distantes (como, por exemplo, Valência, Córdova e Lisboa) era bastante acentuada.

## Comparação com outras línguas
| Moçárabe | Português | Português medieval                                                                                                | Espanhol medieval                                                                                             | Árabe transliterado | Árabe                                                                                         | Latim | Espanhol |
| Mio sîdî ïbrâhîm yâ tú, uemme dolge! Fente mib de nohte. In non, si non keris, irey-me tib, gari-me a ob legar-te. | Meu senhor Ibrahim, ó tu, homem doce! Vem a mim de noite. Se não, se não quiseres, ir-me-ei a ti, diz-me onde encontrar-te. | Meu snor Ibrahim Oh, tu, home dulse! Vem a mi de noute Ssi non, ssi non queres Hirme hey a ti Dizme u encontrarte | Mi Sennor Ibrahim, o te, dolçe omber! fente a mi de nogtie. Se nonn, se nonn gieres, dezeme obe incontrarete. | Sīdi ʾibrāhīm yā rajulan ħulwan! taʿāla ʾilay-ya bi-l-layli wa-ʾin kunta lā turīdu sa-ʾaðhabu ʾanā ilay-ka qul l-ī ʾayna ʾajidu-ka | سيدي إبراهيم، يا رجلاً حلواً. تعال اليَّ بالليل. وإن كنت لا تريد، سأذهب أنا إليك. قل لي أين أجدك. | O domine mi Ibrahim, o tu, homo dulcis! Veni mihi nocte. Si non, si non vis, ibo tibi, dic mihi ubi te inveniam. | Mi señor Ibrahim, ¡Oh tú, hombre dulce! Ven a mí de noche. Si no, si no quieres, yo me iré contigo, dime dónde encontrarte. |

## Reconstrução fonética e comparação entre línguas românicas (Pai Nosso)[3]
| Português: | Galego: | Latim (Língua Latina): | Moçárabe (Latino): | Aragonês (Aragonés): | Espanhol/Castelhano (Español/Castellano): | Catalão (Català): | Ocitano/Provençal (Occitan): | Francês (Français): | Italiano (Italiano): | Romeno (Limba Româna): |
| Pai nosso, que estais nos Céus, santificado seja o vosso nome; venha a nós o vosso reino; seja feita a vossa vontade assim na terra como no céu. O pão nosso de cada dia nos dai hoje; perdoai-nos as nossas ofensas, assim como nós perdoamos a quem nos tem ofendido; e não nos deixeis cair em tentação; mas livrai-nos do mal. Amém. | Noso Pai, que estás nos Ceos, santificado sexa o teu nome, Veña a nós o teu reino, E fágase a túa vontade, así na terra, coma no ceo; O pan noso de cada dia dánolo hoxe; E perdoa as nosas ofensas, como tamén perdoamos nós a quen nos ten ofendido; E non nos deixes caer na tentacion. Mais libranos do mal. Amén. | Pater noster, qui est in coelis, sanctificetur nomen tuum. Adveniat regnum tuum, fiat voluntas tua sicut in coelo et in terra. Panem nostrum quottidianum da nobis hodie et dimitte nobis debita nostra, sicut nos dimittimus debitoribus nostris. Et ne nos inducas in temptationem, sed libera nos a malo. Amen. | Padre nostro que yes en el ciel, santificat siad lo teu nomne. Venya a nos el teu regno. Fayadse la tua voluntade ansi en la terra como en el ciel. El nostro pan de cada dia danoslo hoi ed perdonanos las nostras offensas como nos perdonamos los qui nos offendent. Ed non nos layxes cader in tentatsion ed liberanos del mal. Amen. | Pai nuestro, que yes en o zielo, satificato siga o tuyo nombre, bienga ta nusatros o reino tuyoy se faiga la tuya boluntá en a tierra como en o zielo. O pan nuestro de cada diya da-lo-mos güei, perdona las nuestras faltas como tamién nusatros perdonamos a os que mos faltan, no mos dixes cayer en a tentazión y libera-mos d'o mal. Amén. | Padre nuestro que estás en los cielos, santificado sea tu nombre. Venga tu Reino. Hágase tu voluntad, así en la tierra como en el cielo. El pan nuestro de cada día, danosle hoy y perdónanos nuestras deudas, así como nosotros perdonamos a nuestros deudores. Y no nos dejes caer en la tentación, más líbranos de mal. Amen. | Pare nostre del cel, sigui santificat el teu nom; vingui el teu Regne; faci’s la teva voluntat, com al cel, així també a la terra. Dóna’ns avui el nostre pa de cada dia; i perdona’ns les nostres ofenses, com també nosaltres hem perdonat els qui ens ofenen; i no deixis que caiguem en la temptació, ans deslliura’ns del Maligne. Amèn. | Paire nòstre que siès dins lo cèl, que ton nom se santifique, que ton rènhe nos avenga, que ta volontat se faga sus la tèrra coma dins lo cèl. Dona-nos nòstre pan de cada jorn, perdona-nos nòstres deutes coma nosautres perdonam als nòstres debitors e fai que tombèm pas dins la tentacion mas deliura-nos del mal. Amen. | Notre Père, qui es aux cieux, que ton nom soit sanctifié, que ton règne vienne, que ta volonté soit faite sur la terre comme au ciel. Donne-nous aujourd’hui notre pain de ce jour. Pardonne-nous nos offences comme nous pardonnons aussi à ceux qui nous ont offensés. Et ne nous soumets pas à la tentation, mais délivre-nous du mal. Amen. | Padre nostro che sei nei cieli, sia santificato il tuo nome; venga il tuo regno, sia fatta la tua volontà, come in cielo così in terra. Dacci oggi il nostro pane quotidiano, rimetti a noi i nostri debiti, come noi li rimettiamo ai nostri debitori e non ci indurre in tentazione, ma liberaci dal male. Amen. | Părintele nostru, carele esci în ceriuri, sânţească-se numele tău; Via împěrăţia ta; Fie voia ta, precum în ceri, şi pe pământ; Pănea noastră cea de toate zilele dă-ni-o astăzí. Şi ni ertă detoriele noastre, precum şi noí ertăm detornicilor nostri; Şi nu ne duce în ispită; ci ne scapă de cel rău. Amin. |

## Amostra de texto
Moçárabe:
Mieu sīdī Ïbrâhîm
yâ tu uemne dolche
vent' ad mib
de nohte
in non si non queris
irey-m' ad tib
garri-m' ad ob
legar-te.
Português
Meu senhor Ibrahim,
Ó você, doce homem!
Venha a mim à noite.
Caso contrário, se você não quiser vir,
eu irei até você, diga-me onde encontrar-lhe.